# Looking At Bird
Looking At Bird е студиен албум на американския саксофонист Арчи Шеп и контрабасиста Нилс-Хенинг Йорстед Педерсен. Материалът е записан през 1980 и е издаден от датския лейбъл Стипълчейс. Албумът се състои от дуети по композиции, написани или свързани с легендарния Чарли Паркър.

## Критика
В ревюто в Олмюзик на Скот Яноу, албумът е награден с 4 звезди, като описанието гласи: „Арчи Шеп отдава почит на Бърд не с копиране, а с креативност и изпълнение на репертоара на Паркър със свое собствено звучене. Препоръчано.“

## Песни
Всички композиции принадлежат на Чарли Паркър, освен в упоменатите места.
- Moose the Mooche – 6:26
- Embraceable You (Джордж Гершуин, Айра Гершуин) – 4:42
- Ornithology (Бени Херис, Паркър) – 5:45
- Billie's Bounce – 5:24
- Yardbird Suite – 4:38
- Blues for Alice – 5:48
- How Deep Is the Ocean? (Ървинг Бърлин) – 5:54
- Confirmation – 5:43

## Състав
- Арчи Шеп: сопрано саксофон, тенорен саксофон
- Нилс-Хенинг Йорстед Педерсен: контрабаст